# 朱利亚里·巴图巴拉
朱利亚里·彼得·巴图巴拉（Juliari Peter Batubara，1972年7月22日—）是印度尼西亚政治家，自 2019 年 10 月 23 日起担任印度尼西亚第41届内阁社会事务部长，直至2020年12月因涉嫌腐败被捕。他是印度尼西亚斗争民主党（PDI-P）的成员。

## 教育

### 商业生涯
- PT Tridaya Mandiri 主席专员，2005 年。
- PT Bwana Energy 总裁，2004 年。
- PT Arlinto Perkasa Buana 总裁，2003 年。
- 印度尼西亚 PT Wiraswasta Gemilang 总裁董事，2003 年至 2012 年。
- 印度尼西亚 PT Wiraswasta Gemilang 商业部门，2002 年至 2003 年。
- 印度尼西亚 PT Wiraswasta Gemilang 营销主管，1998 年至 2002 年。 [3]

## 政治生涯
在涉足政界之前，Juliari的商业生涯包括与PT Wiraswasta Gemilang Indonesia、PT Arlinto Perkasa Buana、PT Bwana Energy和PT Tridaya Mandiri等公司打交道。
2014年，他成为印尼民主斗争党在中爪哇地区的代表，加入了国家议会的第六委员会，负责处理贸易、工业、投资和商业事务。 
2019年10月，印尼总统佐科·维多多任命他为社会事务部长。2020年12月因涉嫌腐败被捕，总统只好请文化大臣穆哈吉尔·艾芬迪代行社会事务部长职务。

## 贪污案
2020 年 12 月 6 日，朱利亚里因涉嫌在新冠肺炎 (COVID-19) 大流行期间收受社会援助供应商的贿赂而在雅加达被捕。印度尼西亚根除腐败委员会(KPK) 指控朱利亚里收受高达 170 亿印尼盾的贿赂。 事后调查显示，行贿的具体金额为324,820亿印尼盾。  KPK 主席 Firli Bahuri 表示，朱利亚里被指控通过他的两名下属 Matheus Joko Santoso 和 Adi Wahyono 收受两家供应商公司的贿赂，他们也被列为嫌疑人。看来这位社会事务部长不止一项绝活. 
他说，在疫情危机导致经济困难期间，向有需要的人分发价值 30 万印尼盾的每包基本食品，供应商被要求向朱利亚里支付 1 万印尼盾的佣金。由于朱利亚里涉嫌犯罪的严重性，如果罪名成立，他可能面临无期徒刑或死刑。
2023年8月20日，为庆祝印度尼西亚独立日，朱利亚里与其他罪犯一起获得减刑，减刑期为4个月。